# Krang
 (février 2014).
Si vous disposez d'ouvrages ou d'articles de référence ou si vous connaissez des sites web de qualité traitant du thème abordé ici, merci de compléter l'article en donnant les références utiles à sa vérifiabilité et en les liant à la section « Notes et références ».

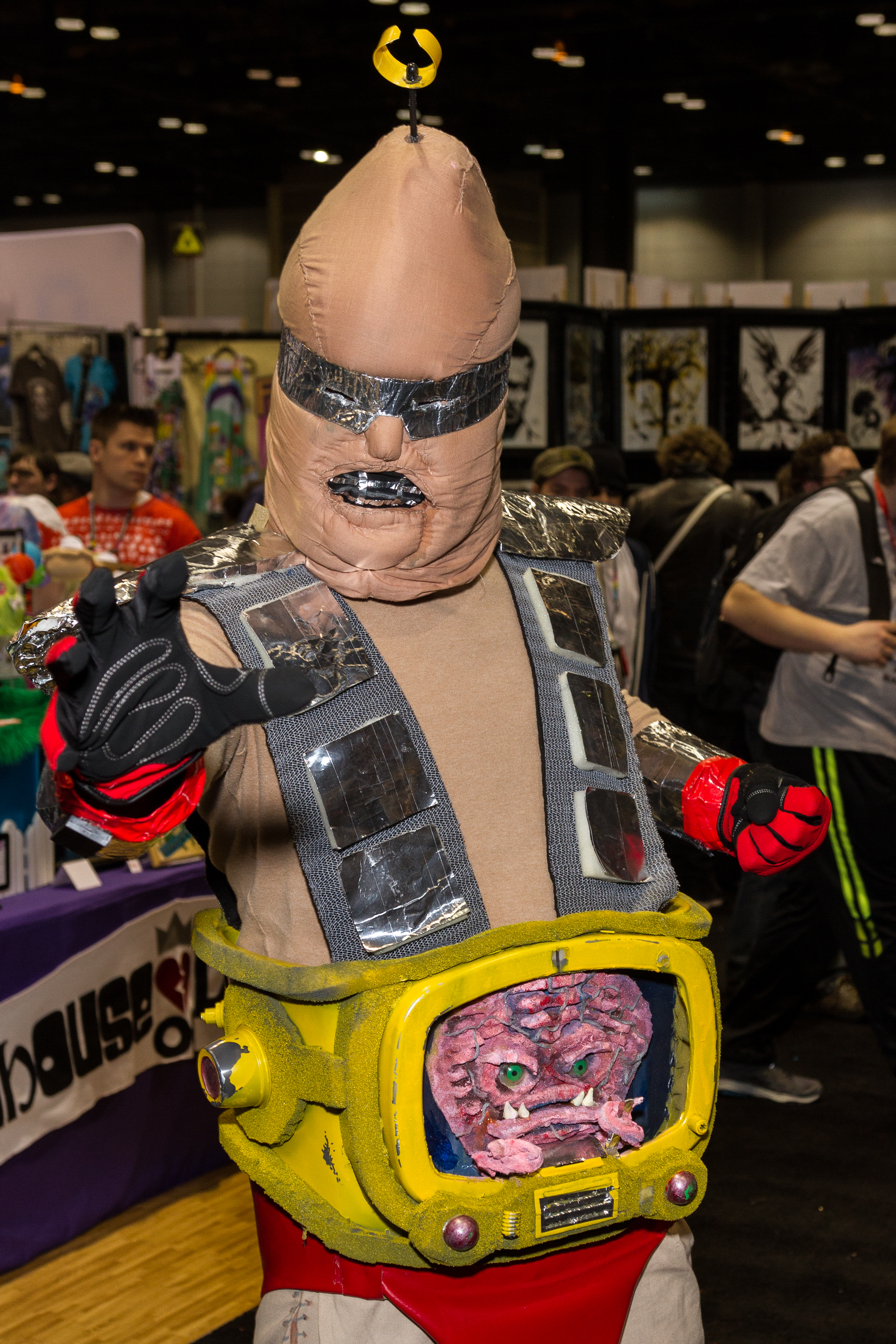
Cosplay de Krang à la convention Chicago Comic & Entertainment (2016)

Krang est un personnage des Tortues Ninja apparu seulement dans le premier dessin animé de la franchise, son crossover de 2009 ainsi que le film de 2016. Son aspect reprend celui d'une race extra-terrestre présente dans le comics original, les Utroms.
Son anatomie se résume à un cerveau comportant yeux, bouche et excroissances lui servant de tentacules. Venant de la Dimension X et vivant à bord du Technodrome, il projette à chaque fois de conquérir la Terre, avec l'aide de Shredder, jusqu'à ce que les quatre tortues ne contrecarrent ses desseins.
Krang se déplace dans un robot humanoïde où il est placé dans l'abdomen. Ce robot lui permet de se comporter physiquement comme un humain, lui donne une force surhumaine et est même capable de devenir géant.

## Apparitions

### Séries

#### Série animée de 1987
Krang apparaît pour la première fois dans la série de 1987. Issu de la Dimension X, Krang était à l'origine un conquérant extraterrestre au service du Général Traag, dirigeant une armée de soldats de roc sous les ordres de ce dernier. Il vola une forteresse mobile de haute technologie, le Technodrome, qui devint sa base d'opérations. Cependant, un accident étrange le réduisit à l'état d'un cerveau vivant sans corps. Il en résulta son exil de la Dimension X, et il se retrouva sur Terre, avec seulement le Technodrome et son armée de soldats.
Il fit rapidement la connaissance de Shredder, chef de l'organisation criminelle connue comme le Clan des Foot. Découvrant que ce dernier avait des difficultés à vaincre ses ennemis, les Tortues Ninja, Krang offrit de lui apporter son soutien. En échange, il réclama que Shredder lui conçoive un nouveau corps. Shredder accepta, et forma une alliance avec Krang. Le Technodrome devint ainsi la base du Clan des Foots.
Au début de la série, cependant, Shredder refusa de construire le corps de Krang tout de suite, craignant que ce dernier ne le trahisse ensuite. Lorsque les Tortues et Splinter furent découvertes, il se concentra sur son combat contre eux, négligeant complètement la fabrication du corps de son allié alien. Exaspéré et perdant patience, Krang décida que, si Shredder accumulait les défaites contre les Tortues, il serait obligé d'admettre qu'il ne pouvait gagner sans son aide. Dans l'épisode 3 de la saison 1, il alla donc jusqu'à aider Michelangelo pour atteindre cet objectif, et aboutit finalement.

#### Archie Comic
Krang apparaît dans les Archies comics, qui sont une adaptation en comics de la série de 87. Il y est présenté comme beaucoup plus cruel et mauvais que dans la série animée. Il est mentionné qu'il avait le sang de plusieurs espèces extra-terrestres sur les mains.

#### Série animée de 2003
Bien que Krang n'apparaisse pas en personne dans la série de 2003, un clin d'œil lui est rendu durant l'évacuation des Utroms. 

#### Série animée de 2012
Dans la nouvelle série de 2012, les Kraangs sont une espèce d'extraterrestres qui sont basées sur le personnage de Krang et des Utroms.
Les Kraangs sont une espèce d’extraterrestres habitant la Dimension X. Ce petit peuple d’extraterrestres est très intelligent, et semble pouvoir vivre des milliers d’années. Ils sont maléfiques, et veulent conquérir la Terre, avec leur chef Kraang Prime à leur tête. Il y a plusieurs milliers (millions?) d’années, Kraang Prime était un scientifique Utrom simplement nommé Kraang. Il découvrit le mutagène des kraathatrogon et l’essaya sur lui-même. Cela lui donna un pouvoir de contrôle psychique qu’il utilisa sur les Utroms, les transformant en créatures serviles et zombifiées, avec une pensée commune : les Kraangs. 
Leur but est de conquérir la Terre, et d’en faire une planète pour leur espèce. Mais pour cela, il leur faut la terraformer, car ils respirent un gaz autre que l’oxygène, à base de mutagène. Cette substance n’a pas les mêmes effets sur Terre qu’en Dimension X. En effet, sur Terre, le mutagène a, comme son nom l’indique, des facultés de métamorphoses sur les êtres exposés, et pour en faire le composant permettant de transformer notre oxygène en un gaz respirable par les Kraangs, il faut le mélanger à une branche ADN très rare. Les Kraangs depuis leur arrivée sur terre, tentent de créer une personne douée de cette branche ADN, et n’y parviennent qu’à la fin du XXe siècle. Ils capturèrent une femme enceinte, et injectèrent le fruit de leurs recherches dans son fœtus, ce qui créera l’être tant recherché. Le bébé en question est April O’Neil, qu’ils retrouvèrent en 2012, lorsqu’elle n’a que 15 ans. 
Les Kraangs ont une manière de s’exprimer très particulière, répétant le sujet de la phrase constamment. Lorsqu’ils parlent d’eux, ils parlent de « Kraang », et n’utilisent pas le pronom « je » (ils parlent d'eux-même à la 3e personne). Lorsqu’ils sont dans leur exosquelette, ils se parlent de vive voix, à travers le traducteur du robot (Krangdroid en bleu foncé / Norman en forme humaine avec costume). Mais les Kraangs ne s’expriment qu’à travers des cris lorsqu’ils n’ont pas de décodeurs vocaux, adaptés à leur exosquelette. Ils peuvent également communiquer par télépathie avec Kraang Prime en Irmabot (forme de jeune fille).
Les Krangs sont décimés par les tricératons qui ont envahi la terre.
Une fois le temps remonté, on voit que Krang supprime et les autres krangs assiègent la base des utroms et Krang supprime agresse Rook en Irmabot qui est différent de sa couleur de tenue et coiffure et celle-ci s'énerve sur Krang supprime qui a copié le design et les autres krangs enlèvent Queen en Miss campbell modifier et alors qu'une fois queen est délivré et alors Bishop et Krang Supprime se sont affrontés en duel.
Le premier Krang c'est-à-dire celui de 1987 apparaît durant la quatrième saison où il révèle que lui et Kraang Subprime (un Kraang Balafré servant de second à Kraang Prime) sont cousins et qu'il avait été banni dans l'univers en deux dimensions de 1987 parce qu'il causait des problèmes dans leur Dimension X. Mais il avait réussi à regagner la confiance de son cousin et était enfin rentré chez lui. Il avait cependant placé des tombes dimensionnelles dans la dimension prime, la dimension 1987, la dimension Mirage et la dimension 2012 pour pouvoir les détruire, ce qui énerva Kraang Subprime parce que les Kraangs avaient mis des millénaires à essayer de les conquérir. Kraang Subprime jugea Krang d'Abruti fini et décida de le bannir une bonne fois pour toutes dans la dimension 1987 et les protagonistes envoie Kraang Subprime dans l'univers du comics mirage, il est probablement tué par les homologues des tortues mirages. Le Krang et le Schreder qui sont de 1987 vont apparaître dans la saison 5 et proposent un service au Bebop et Rocksteady de 2012.

### Le Destin des Tortues Ninja
Krang ne fait aucune apparition dans la série, mais il est révélé que sa race est lié à l'histoire de Shredder, en effet ce dernier a passé un pacte avec un Krang qui lui crée l'armure Kuroi Yoroi qui le changea en démon.
Les Krangs apparaissent finalement comme antagonistes principaux du film, où ils ont essayé d'envahir la Terre à l'époque du Japon féodal, ils ont alors été vaincus par quatre guerriers mystiques qui les emprisonnèrent dans une dimension parallèle. Des années plus tard, les trois derniers Krangs, dont leur chef, ont été libéré par le Clan des Foot et ces derniers envahissent la Terre avec leur Technodrome, un vaisseau de guerre techno-organique pouvant être piloté par la pensée. L'humanité ayant été anéantie par les Krangs, Leonardo et Michelangelo enverront leur disciple Casey Jones dans le passé pour empêcher leur retour.
Bien que comme dans les précédentes séries, les Krangs utilisent des exosquelettes (celui du chef fait beaucoup penser à l'armure Kuroi Yoroi), un seul d'entre eux est suffisamment puissant pour maîtriser les Tortues Ninja à lui tout seul avec ses tentacules. Ils ont notamment la particularité de pouvoir transformer n'importe quel être vivant ou machine, en créature mutante  obéissant à leurs ordres, et ont pu bloquer les pouvoirs mystiques des Tortues.

### Cinéma

#### Turtles Forever
Krang apparaît dans le long-métrage de 2009 Turtles Forever où les personnages de la série des années 1980 rencontrent les personnages de la série de 2003.

#### Ninja Turtles 2
Krang apparaît en tant qu'antagoniste principal du film Ninja Turtles 2, réalisé par Dave Green et sorti en 2016.
Krang est un seigneur de guerre originaire d'une autre dimension. Désireux d'envahir la Terre, il entre en contact avec Shredder, qui venait de s'évader de prison. Il propose une alliance à ce dernier, et lui demande de retrouver deux composants d'une machine qui ouvrirait un portail qui permettrait à Krang de faire venir sa machine de guerre: Le Technodrome. Il offre également au chef des Foot, un mutagène qui lui permettrait de créer des mutants pouvant rivaliser avec ses ennemis, les Tortues Ninja.
Après que la machine fut terminé et le portail ouvert, Krang arrive sur Terre et trahit Shredder. Il le congèle et l'enferme dans une prison du Technodrome. Il affronte ensuite les tortues, et bien qu'il soit suffisamment puissant pour les battre, il ne parvient à les empêcher de refermer le portail. Krang et ainsi renvoyé de force dans sa dimension, mais jure qu'il reviendra.

## Pouvoirs
Krang ne possède en lui-même aucun pouvoir, il est réduit à l'état d'un cerveau dépourvu de capacités quelconques. Toutefois, Shredder lui a conçu un corps robotique aux allures de monsieur muscles, qu'il pilote depuis le bas du torse et qui lui fait office de transport. Dans le premier épisode où il est apparu, ce corps incluait dans ses composants un micro-processeur qui lui permettait de grandir (et Krang avec) jusqu'à une taille dans les proportions de Godzilla. Ce micro-processeur est perdu à la fin de l'épisode, lui redonnant sa taille normale, mais il a semble-t-il trouvé un moyen de le remplacer dans Turtles Forever.
Même à sa taille normale, le corps mécanique de Krang possède une force surhumaine, lui permettant aisément de soulever Bepop et Rocksteady. Les mains de ce corps peuvent également se transformer en différentes armes (hache, masses, pinces...), ou même en appareil de communication. Plus tard, il fut révélé qu'il pouvait remplacer ses mains par différents outils de son attirail personnel présent dans le Technodrome. Des ailes rétractables peuvent également jaillir, ce qu'il utilisa dans la première apparition du corps pour fuir avec Shredder.